# البدة (ناطع)

تعديل مصدري - تعديل

البدة هي إحدى قرى عزلة الغيلة بمديرية ناطع التابعة لمحافظة البيضاء، بلغ تعداد سكانها 343 نسمة حسب تعداد اليمن لعام 2004.